# A Piazzetta
 (août 2020).
Si vous disposez d'ouvrages ou d'articles de référence ou si vous connaissez des sites web de qualité traitant du thème abordé ici, merci de compléter l'article en donnant les références utiles à sa vérifiabilité et en les liant à la section « Notes et références ».
A Piazzetta est un journal gratuit et un site internet satirique en langue corse. Le journal parait tous les trois mois, il est distribué dans toute la Corse. Le site internet est actualisé tous les jours.

## Présentation
Le site internet A Piazzetta voit le jour en décembre 2007,. Il traite de l'actualité corse, essentiellement politique, de manière satirique.
La version papier est lancée en février 2009. Sa fréquence de parution est trimestrielle. Il est tiré à 15 000 exemplaires.
À noter qu'il existe également une application iPhone, iPad, Android et WP7.